# روبرت غيريرو
روبرت غيريرو (بالإنجليزية: Robert Guerrero)‏ مواليد 27 مارس 1983 في كاليفورنيا، الولايات المتحدة، هو ملاكم أمريكي يصنف ضمن فئة وزن الوسط. حقق بطولة الاتحاد الدولي للملاكمة.

## إحصائيات
خاض خلال مسيرته 47 نزالا، فاز في 38 وتعادل في 1 وخسر في 6. فاز بالضربة القاضية في 20 نزالا.

## روابط خارجية
- روبرت غيريرو على موقع بوكس ريك (الإنجليزية) (registration required)